# Lasiolepturges zikani
Lasiolepturges zikani là một loài bọ cánh cứng trong họ Cerambycidae.